# Adam Lundgren
Adam Reier Lundgren (sinh ngày 15 tháng 2 năm 1986 ở Gothenburg)  là một nam diễn viên người Thụy Điển. Anh có lẽ được biết đến nhiều nhất trên thế giới với vai chính trong phim truyền hình Torka aldrig tårar utan handskar (Don't Ever Wipe Tears Without Gloves) năm 2012 và Blå Ögon (Blue Eyes) năm 2014.
Lundgren học ở Học viện Nhạc và Kịch ở Gothenburg năm 2009-2012. Mặc dù anh là một vận động viên khúc côn cầu cơ sở trong nhiều năm, anh ấy đã từ bỏ tham vọng khúc côn cầu của mình để ủng hộ diễn xuất ở tuổi 16. Năm 2013, anh đã giành giải thưởng Ngôi sao đang nổi tại Liên hoan phim quốc tế Stockholm.
Năm 2014, anh xuất hiện với tư cách là Mattias thời tân Đức Quốc xã trong SVT phim kinh dị chính trị  Blå gon . Nó được phát sóng ở Anh từ tháng 4 đến tháng 5 năm 2016 trên More 4 và được cung cấp theo yêu cầu trên cổng thông tin Tất cả 4 như một phần của chương trình truyền hình thế giới Walter Presents.

## Danh sách phim tham gia
- 2005 – Storm
- 2005 – Sandor slash Ida
- 2007 – Ciao Bella
- 2007 – Pirret
- 2007 – Linas kvällsbok
- 2008 – LOVE/My name is Love (phim ngắn)
- 2008 – Höök (phim truyền hình)
- 2008 – Oskyldigt dömd (phim truyền hình)
- 2009 – 183 dagar (phim truyền hình)
- 2009 – Maud och Leo
- 2009 – Främmande land
- 2010 – Olycksfågeln (TV film)
- 2010 – Fyra år till
- 2010 – Apflickorna
- 2011 – Irene Huss - Tystnadens cirkel
- 2011 – Anno 1790 (TV series)
- 2012 – Bitchkram
- 2012 – Don't Ever Wipe Tears Without Gloves (TV series)
- 2013 – Din barndom ska aldrig dö
- 2013 – Känn ingen sorg
- 2014 – Blå Ögon (TV series)
- 2017 – Vår tid är nu
- 2019 – Chernobyl